# Joe Gomez
Joseph David Gomez (n. 23 mai 1997, Greater London, Anglia, Regatul Unit) este un fotbalist britanic, care joacă pe post de fundaș central la Liverpool în Premier League. Pe plan internațional, are prezențe la națională pentru Anglia U16⁠(d), Anglia U17⁠(d), Anglia U19⁠(d), Anglia U-21⁠(d) și Anglia.
Gomez și-a început cariera la Charlton Athletic și a ajuns în prima echipă la vârsta de 17 ani. În iunie 2015, a fost cumpărat de Liverpool, echipă la care a devenit rapid titular, datorită polivalenței sale, putând juca și fundaș central, și fundaș lateral. Gomez însă a avut probleme din cauza accidentărilor care l-au ținut departe de teren perioade lungi de timp. A jucat în finala Ligii Campionilor din 2019 pe care Liverpool a câștigat-o cu 2-0 în fața lui Tottenham Hotspur. A jucat de asemenea în finala Campionatului Mondial al cluburilor din 2019, meci câștigat de Liverpool care a obținut în premieră trofeul din această competiție. Și a fost parte din lotul lui Liverpool care a cucerit titlul de campioană în Premier League în sezonul 2019-2020, primul titlu pentru Liverpool după 30 de ani.
Gomez a reprezentat Anglia la toate nivelurile de vârstă și a fost integralist în toate meciurile la ediția din 2014 a Campionatului European U-17. A debutat la naționala mare a Angliei în noiembrie 2017.

## Palmares
Liverpool
- Premier League: 2019–20[6]
- FA Cup: 2021–22[7]
- FA Community Shield: 2022[8]
- Liga Campionilor UEFA: 2018–19,[9] finalist: 2021–22[10]
- Supercupa Europei UEFA: 2019[11]
- Cupa Mondială al Cluburilor FIFA: 2019[12]

Anglia U17
- Campionatul European de Fotbal sub 17: 2014[13]

England
- Liga Națiunilor UEFA locul trei: 2018–19[14]

Individual
- Campionatul European de Fotbal sub 17 - Echipa turneului: 2014[13]